# يو ياسوكاوا
يو ياسوكاوا (باليابانية: 安川 有) (24 مايو 1988 في فوكوكا في اليابان – )؛ هو لاعب كرة قدم ياباني سابق كان يلعب كمدافع.

## وصلات خارجية
- يو ياسوكاوا على موقع رابطة كرة القدم اليابانية للمحترفين (اليابانية)
- يو ياسوكاوا على موقع قاعدة بيانات كرة القدم.إي يو (الإنجليزية)
- يو ياسوكاوا على موقع Soccerway.com (الإنجليزية)
- يو ياسوكاوا على موقع عالم كرة القدم.نت (الإنجليزية)